# Нед Касвелл
Нед Касвелл (англ. Ned Caswell; нар. 28 грудня 1963) — колишній американський тенісист.
Найвищу одиночну позицію світового рейтингу — 213 місце досяг 22 травня 1989 року.

## Титули ATP Челленджер

### Парний розряд: (1)
| Ранг | Дата     | Турнір         | Покриття | Партнер     | Суперники                     | Рахунок  |
| ---- | -------- | -------------- | -------- | ----------- | ----------------------------- | -------- |
| 1.   | Лют 1989 | Найробі, Кенія | Ґрунт    | Кріс Гарнер | Фабіо Ді Мауро Маріо Вісконті | 6–3, 7–6 |